# Roháčske sedlo (Sulowskie Skały)
Roháčske sedlo (692 m n.p.m.) – przełęcz w Sulowskich Wierchach, w Górach Strażowskich na Słowacji.
Przełęcz leży w grzbiecie Sulowskich Skał okalającym od wschodu Kotlinę Sulowską. Oddziela szczyt Roháča (803 m) od długiego grzbietu Kečki (802 m). W grzbiecie tym pomiędzy przełęczą Roháčske sedlo a szczytem Kečki jest jeszcze 6 bezimiennych i porośniętych lasem szczytów.
Przełęcz jest porośnięta lasem. Znajduje się na niej wiata turystyczna.
Na przełęczy krzyżują się dwa szlaki turystyczne:
  przełęcz Patúch – Kečka – Roháčske sedlo. Odległość 5,8 km, suma podejść 535 m, suma zejść 460 m, czas przejścia 2:55 godz., z powrotem 2:50 godz.
  Podhorie – Pod Dubovcom – Roháčske sedlo – Súľov-Hradná